# El barbero de Sevilla (teatro)
El barbero de Sevilla o La precaución inútil es una obra de teatro en cuatro actos de Pierre-Augustin de Beaumarchais representada por primera vez el 23 de febrero de 1775. Es el primer acto de una trilogía titulada Le roman de la famille Almaviva (conocida en castellano como La trilogía de Fígaro).
El segundo tomo de la trilogía, Las bodas de Fígaro fue escrito en 1778 y llevado a escena en 1784. El tercero, La madre culpable se termina y representa en 1792.
En 1772, Beaumarchais presenta a los comediantes italianos una primera versión de El barbero de Sevilla, opéra-comique, que es rechazada. La obra finalmente se representa en 1775 y, aunque defrauda por su duración, finalmente conoce un éxito triunfal.
El argumento de la obra se inspira en La escuela de las mujeres de Molière (que a su vez se inspira en una obra de Paul Scarron) y en la obra El celoso extremeño de Miguel de Cervantes.  El conde de Almaviva, enamorado de Rosina (una joven huérfana) está dispuesto a arrebatársela a Bartolo, su viejo tutor, que pretende casarse con ella. Disfrazado intenta llevar a cabo su plan y se encuentra con Fígaro, un antiguo criado suyo que le ayudará a cumplir sus deseos.
El barbero de Sevilla se adaptó dos veces a la ópera, primero por Paisiello en 1782 y después por Rossini en 1816 bajo el título Il barbiere di Siviglia. Así mismo, Las bodas de Fígaro, inspiró otra ópera titulada Le nozze di Figaro de Mozart, creada en 1786 en Viena.

## Sinopsis
La historia sigue una estructura tradicional de commedia dell'arte, con muchos personajes aparentemente basados en personajes famosos. La trama involucra a un conde español, llamado simplemente El Conde, aunque "Almaviva" aparece como un nombre adicional (no está claro si es un nombre o un apellido ), que se ha enamorado a primera vista de una chica llamada Rosina. Para asegurarse de que ella realmente lo ama y no solo su dinero, el Conde se disfraza como un estudiante universitario pobre llamado Lindor e intenta cortejarla. Sus planes son frustrados por el tutor de Rosina, el Doctor Bartolo, que la mantiene encerrada en su casa y tiene la intención de casarse con ella. Sin embargo, la suerte del Conde cambia después de una reunión casual con un ex sirviente suyo, Fígaro, que actualmente trabaja como barbero y, por lo tanto, tiene acceso a la casa del Doctor. Después de que le prometan dinero y temeroso de que el Conde busque venganza si se niega, Fígaro idea una variedad de formas para que el Conde y Rosina se conozcan y hablen, primero como Lindor, luego como Alonso, un compañero de estudios del mismo maestro de música, Basilio. La historia culmina con el matrimonio del Conde y Rosina.

## Personajes
- El conde Almaviva, un grande español que está enamorado de Rosina
- Fígaro,[4] barbero de Sevilla
- Rosina, pupila de Don Bartholo
- Don Bartolo, médico y tutor de Rosina
- Don Basilio, organista que es profesor de canto de Rosina
- La Jeunesse (La Juventud), la anciana sirvienta de Bartolo
- L'Éveillé (El sustento), otro sirviente de Bartholo que es muy perezoso
- Un notario
- La Alcadía

## Resumen de la obra

### Acto I
Se representa en escena una calle de Sevilla. Un hombre gentil se pasea bajo la ventana de Rosina, una joven mujer a la que pretende enamorar disfrazado de estudiante. Este reconoce a otro hombre, que con una guitarra compone versos: Cuando Fígaro reconoce que se trata del Conde de Almaviva , entabla una conversación y le cuenta todas las aventuras que ha vivido hasta llegar al momento actual.
En este momento se asoma Rosina por la ventana, acompañada de Bartolo. Ella lleva en la mano unos versos del drama de moda: Precaución inútil. Esta hoja cae a la calle y Rosina le pide a Bartolo que baje a por ella. Durante este momento, Rosina llama al Conde para que sea él quien recoja los versos y se los quede, enviándole así un mensaje. Bartolo comprende que ha sido engañado y cierra las ventanas.
Fígaro, tras comprender las intenciones de Almaviva, se ofrece para ayudarle. El Conde había conocido a Rosina en Madrid, concretamente en el Paseo del Prado, y durante seis meses la había buscado hasta que la había encontrado finalmente en Sevilla. Fígaro le informa de que no está casada con Bartolo (aunque todos lo creen así) sino que es en realidad su tutor. Comienza entonces la puesta en marcha del plan: Fígaro envenenará a todos los habitantes de la casa para que el Conde, disfrazado de caballero borracho, se presente en casa de Bartolo pidiendo alojamiento  para dormir.
Rosina aparece tras la ventana. Fígaro le presta la guitarra a Almaviva y se pone a cantar, declarándole su amor mediante versos improvisados y lamentándose por su humilde condición de estudiante. Rosina canta a su vez su amor.

### Acto II
Rosina escribe a Lindor lamentándose de su suerte. Fígaro le hace partícipe de los sentimientos de Lindor y Rosina, alegre, le confía su carta.
De pronto su tutor entra y Fígaro se esconde rápidamente. Rosina, exasperada, confiesa haber visto a Fígaro, lo que confirma las sospechas de Bartolo. Ella sale. Entonces llega Basilio para informar a Bartolo que el Conde de Almaviva está en la ciudad y que se pasea siempre disfrazado, por lo que sugiere utilizar la calumnia para alejar a su enemigo. Bartolo desea acelerar los preparativos de su matrimonio con Rosina, por lo que Basilio le pide más dinero.
Una vez que han sellado el trato, Bartolo acompaña a Basilio hasta la puerta y la cierra con llave. Fígaro, tras haber oído todo, sale de su escondite para informar a Rosina de su próximo matrimonio. Bartolo vuelve e interroga duramente a Rosina para que le confiese a quién iba dirigida su carta, ya que ha visto los dedos de Rosina llenos de tinta y falta una hoja en su escritorio. Rosina comienza entonces a mentir, pero Bartolo no le cree y cierra su puerta.
En este momento entra el Conde, disfrazado de soldado y fingiendo embriaguez  y canta una canción con la melodía de "Vive le vin". Intenta en vano darle una carta a Rosina, pero Bartolo se da cuenta y lo impide.
Rosina finge entrar en cólera y se desmaya. Bartolo, que no había estado mirando, no se da cuenta de que Rosina tiene en su poder dos cartas: la del Conde y la de un primo suyo. Rosina había escondido la carta del Conde, de forma que Bartolo encuentra la del primo, la lee y se da cuenta de su error. Se disculpa ante Rosina, que acepta su perdón y hacen las paces.

### Acto III
Poco después, el Conde se presenta de nuevo en casa de Bartolo, esta vez disfrazado en Alonso, maestro de canto. Finge ser el sustituto de Don Basilio, que supuestamente está enfermo. Bartolo le cree.
Recién recuperada, Rosina reconoce a Lindor y acepta una de sus lecciones de canto, que se convierte en un dueto amoroso. Fígaro llega para llevar a cabo sus tareas de barbero. Se presenta en la casa Don Basilio, por lo que toda la mentira está a punto de descubrirse. Pero fígaro, gracias a una bolsa con dinero y algunos comentarios, consigue que Basilio recapacite y vuelva a su casa, por lo que el plan no llega a desenmascararse.

### Acto IV
El escenario está oscuro y suena una música que sugiere una tormenta eléctrica. Bartolo y Don Basilio se ponen de acuerdo sobre el matrimonio, que tendrá lugar a medianoche. Pero Fígaro consigue retener al notario gracias a su astucia y fingiendo que una sobrina suya se casa. Bartolo confiesa a Rosina que su amado Lindor es en realidad el Conde de Almaviva y como prueba tiene la carta que Rosina había escrito por la mañana. Ella se encuentra humillada y se promete a Bartolo.
Sin embargo, durante la noche, Fígaro y el Conde suben al apartamento de Rosina y hacen entrar a Don Basilio tras la confesión de la verdadera identidad del conde a Rosina, que se echa a llorar, aunque cree fielmente que el conde de Almaviva la ama de verdad, más que Bartolo. El matrimonio se lleva a cabo justo antes de que Bartolo, el rancio, aparezca en casa.

## Adaptaciones a otros medios
- El barbero de Sevilla o la precaución inútil, ópera de Giovanni Paisiello estrenada en 1782.
- El barbero de Sevilla, ópera de Gioachino Rossini estrenada en 1816.
- El barbero de Sevilla, ópera jocosa de Francesco Morlacchi estrenada en 1816.
- El barbero de Sevilla, película dirigida por Georges Méliès en 1904.
- El barbero de Sevilla, película dirigida por Benito Perojo en 1938.